# 安迪·约翰逊 (篮球运动员)
小安德鲁·约翰逊（英語：Andrew Johnson Jr.，1932年11月8日—2002年8月30日），美国NBA联盟前职业篮球运动员。